# Zephronia inermis
Zephronia inermis är en mångfotingart som först beskrevs av Jean-Henri Humbert 1865.  Zephronia inermis ingår i släktet Zephronia och familjen Zephroniidae. Inga underarter finns listade i Catalogue of Life.